# (38022) 1998 MS7
1998 MS7 (asteroide 38022) é um asteroide da cintura principal. Possui uma excentricidade de 0.10365080 e uma inclinação de 14.21615º.
Este asteroide foi descoberto no dia 19 de junho de 1998 por ODAS em Caussols.